# Đậu tương leo
Đậu tương leo hay đậu tương núi (danh pháp: Glycine soja, tên cũ là G. ussuriensis) là loài thực vật một năm thuộc họ Đậu. Đây là loài tổ tiên hoang dại của đậu tương.

## Hình ảnh

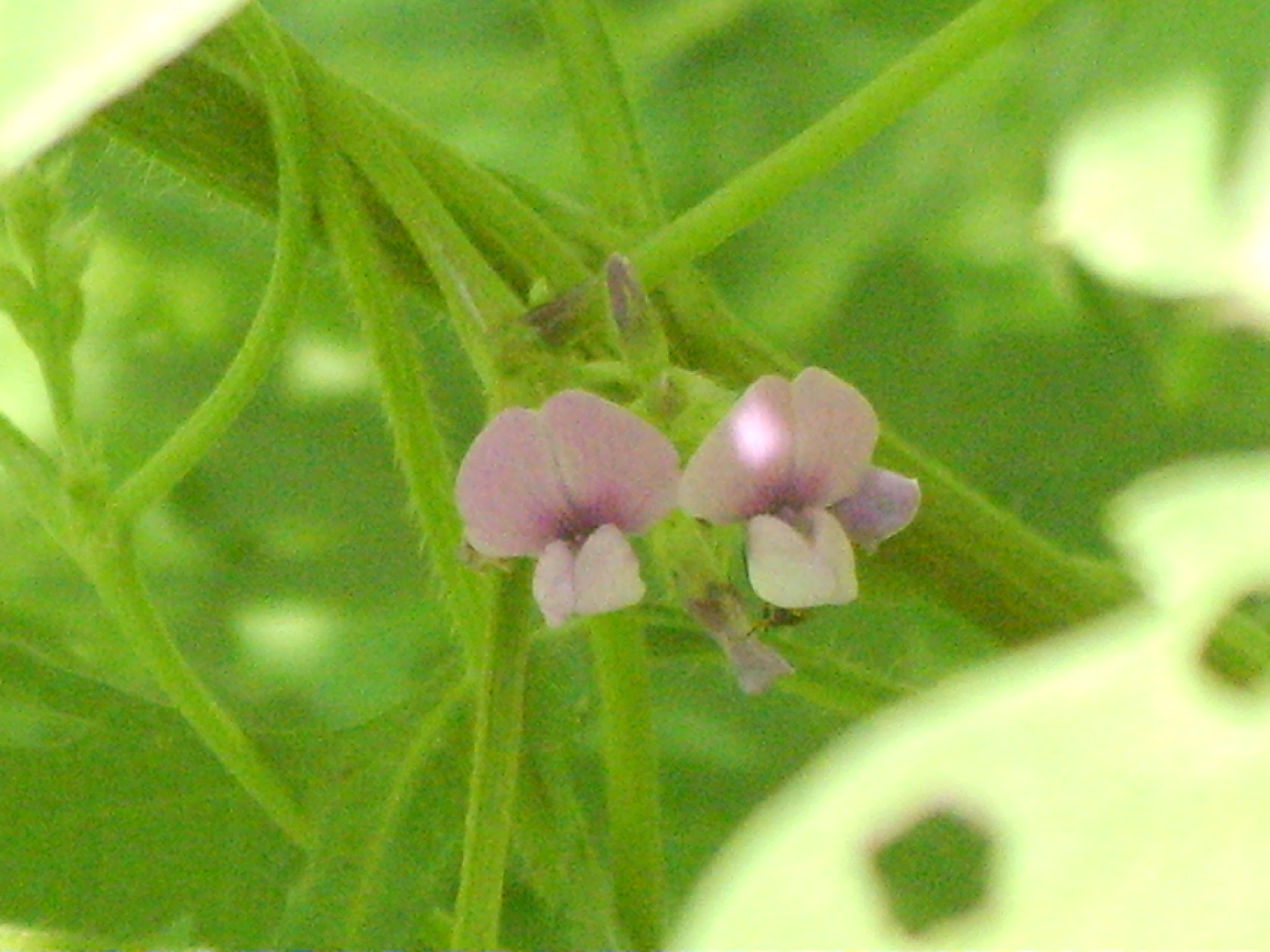
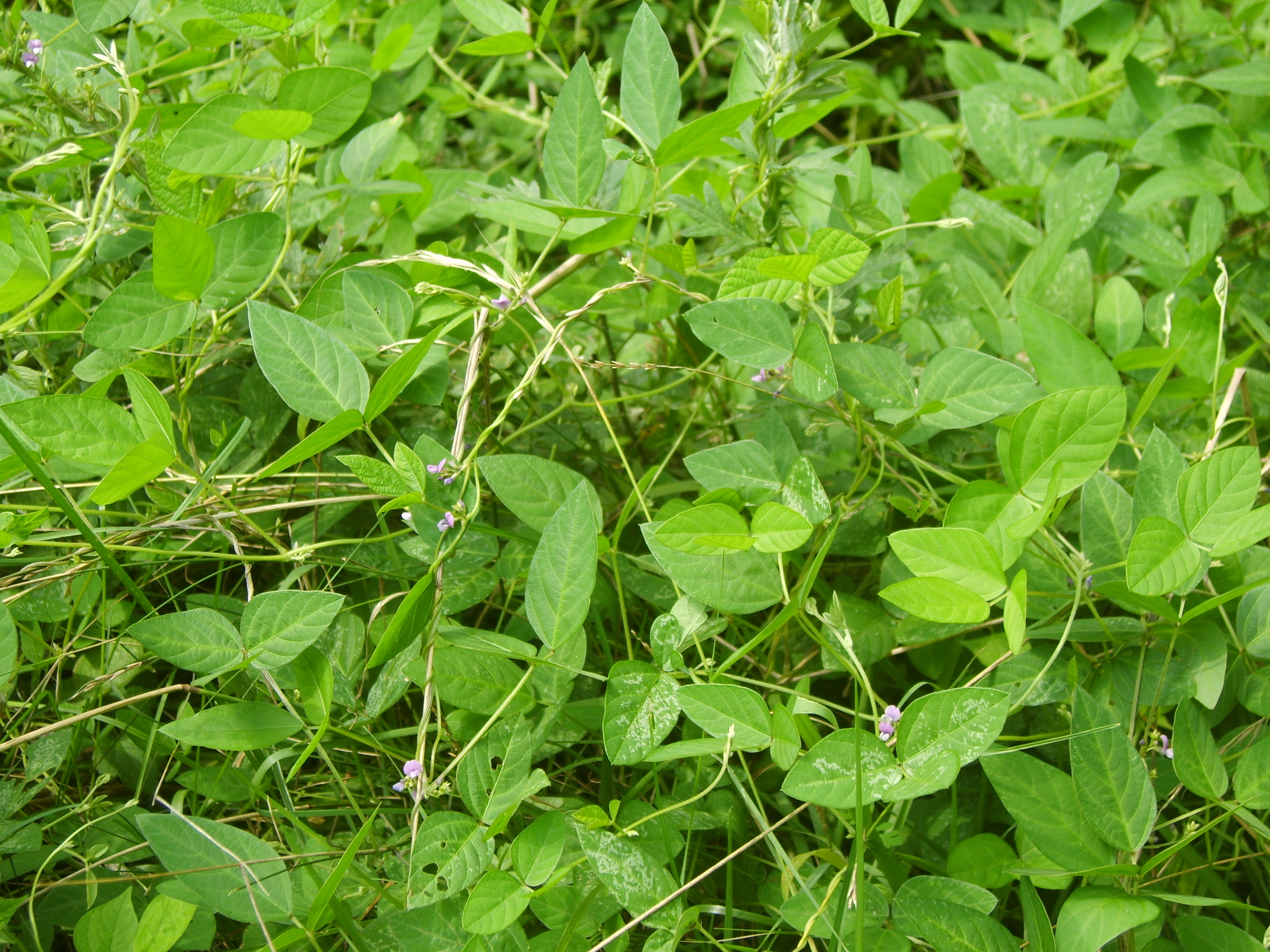
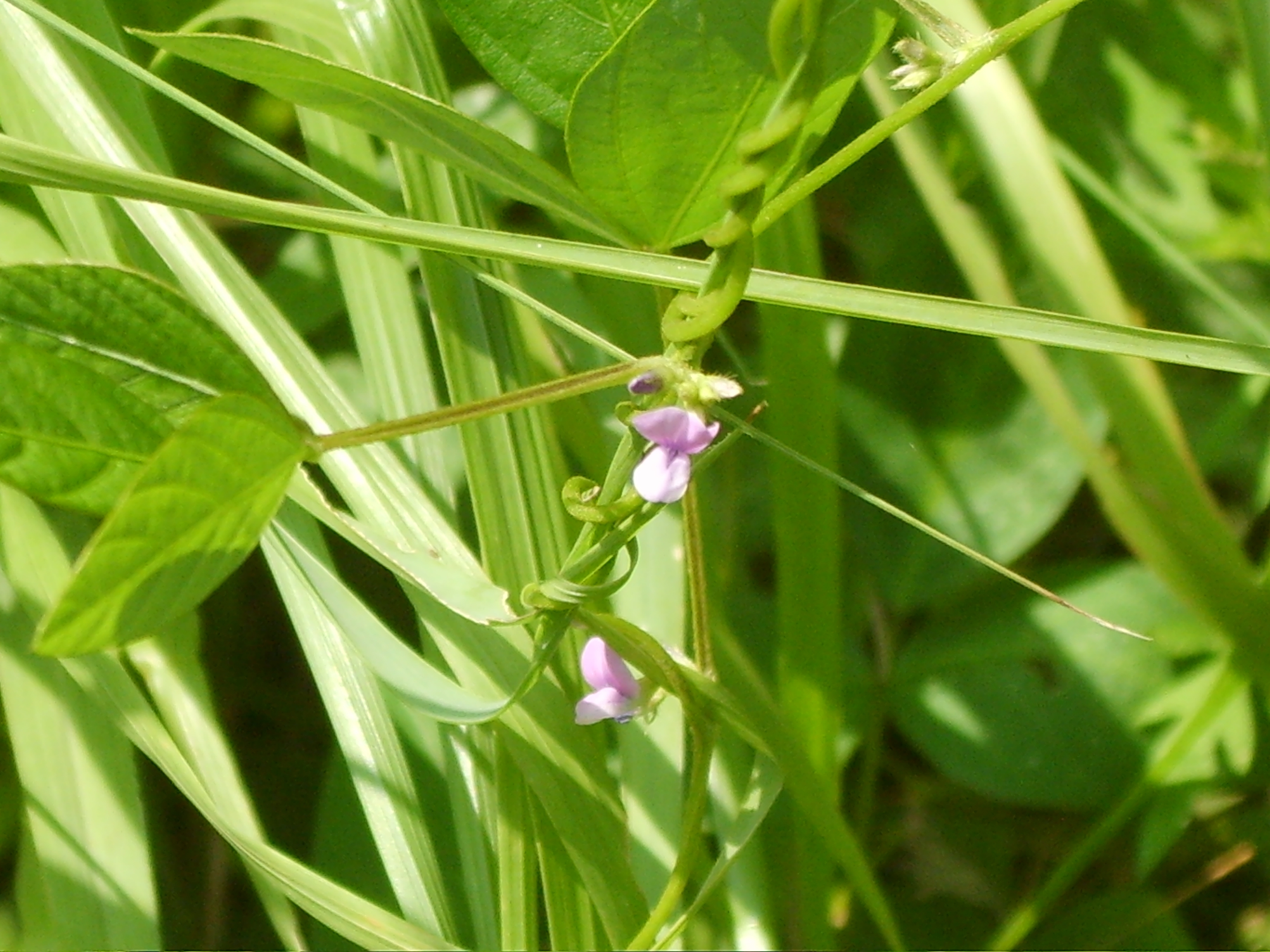
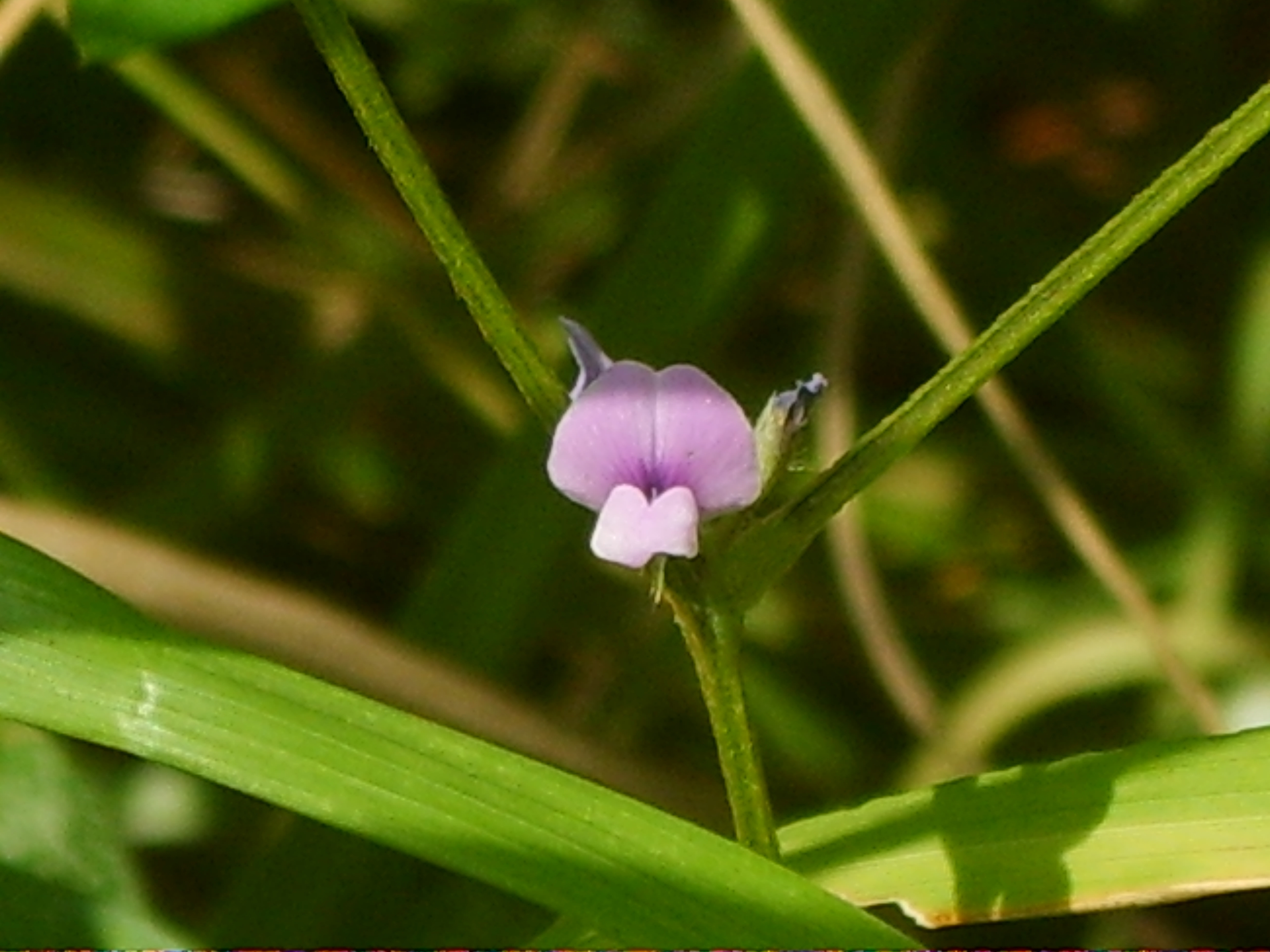